# Trichosalpinx ringens
Trichosalpinx ringens är en orkidéart som beskrevs av Carlyle August Luer. Trichosalpinx ringens ingår i släktet Trichosalpinx och familjen orkidéer. Inga underarter finns listade i Catalogue of Life.